# Javorje pri Blagovici
Javorje pri Blagovici je naselje v Občini Lukovica.